# Fjärilsclarkia
Fjärilsclarkia (Clarkia pulchella) är en dunörtsväxtart som beskrevs av Frederick Traugott Pursh. Enligt Catalogue of Life och  Dyntaxa ingår Fjärilsclarkia i släktet clarkior och familjen dunörtsväxter. Arten förekommer tillfälligt i Sverige, men reproducerar sig inte. Inga underarter finns listade i Catalogue of Life.

## Bildgalleri

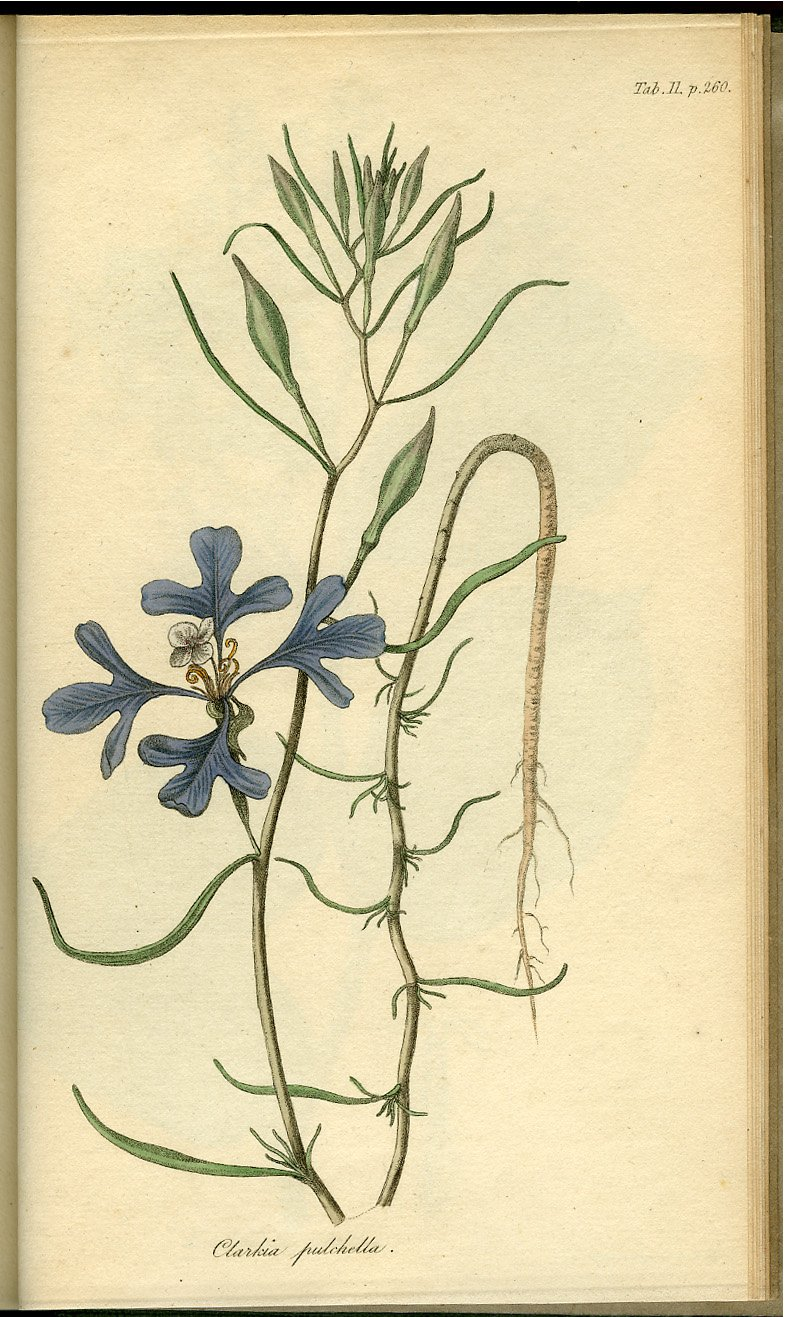